# Василь Васильович Збаразький
Василь Збаразький (*д/н —1474) — князь українсько-литовського походження, володар Збаразького князівства. Був першим хто став іменуватися князем Збаразьким.

## Життєпис
Походив з роду Несвізьких. Старший син Василя Федоровича, князя на Збаражі. Про дату й місце народження відсутні відомості. Ймовірно діяв разом з батьком і стрийком Юрієм Несвізьким у 1450-х роках під час повернення родинних володінь.
9 липня 1463 року у Луцьку після смерті батька зі своїми братами Семеном і Солтаном розділив дідичеві маєтності, отримавши місто Збараж і 30,5 сіл, зокрема Опрілівці, Охрімівці, Чернихівці, Верняки, Залужжя, Литовський Кут, Рябчинці, Тарасівка, Розношинці, Мусорівці, дві Стриївки. Також домігся підтвердження привілею на Збаразьку митницю, з якою отримував 1 гріш за проходження 1 купця. Після смерті у 1472 році брата Солтана розділив його маєтності з середнім братом Семеном, значно збільшивши територію Збаразького князівства.
Є згадки, що він був намісником Брацлавської землі у складі Великого князівства Литовського. Втім період каденції достеменно невідомий.
Більшу часу приділяв розбудові своїх володінь, зміцнивши Збаразьке князівство. Василь Васильович загинув у 1474 році під час оборони Старого Збаража від нападу 7-тисячного кримськотатарського загону на чолі з перекопським беєм Айдаром (або Хайдером). Водночас дружина з Семеном Середнім потрапила у полон (в подальшому була викуплена). Тоді війська Збаразьких зазнали поразки, а саме місто зруйновано.

## Родина
Дружина — Марія, походження невідоме. За версією українського дослідника С. Келембета могла бути донькою Богдана (Івашка) Рогатинського.
Діти:
- Михайло Васильович Вишневецький-Збаразький(1460 — 1512) — староста Брацлавський (1501 — 1507) — від його синів походить княжий рід Вишневецьких.
- Семен І Старший Васильович Збаразький (? — після 1482) — одружений з Катериною Цебровською, був родоначальником княжого роду Збаразьких.
- Семен ІІ Середній Васильович
- Семен ІІІ Молодший Васильович
- Марія Василівна — дружина Івана Владики
- Федір Васильович Збаразький-Порицький (? — 1514) — князь на Порицьку, Тристені, Вороничах, дружина — Варвара Іллічівна Вячкович. Протопласт княжих родів Порицьких і Воронецьких.